# Teramo Basket
Maillots
Le Teramo Basket, ou Bancatercas Teramo, est un club italien de basket-ball fondé en 1973 et basé à Teramo, dans les Abruzzes. Le club appartenait jusqu'à sa disparition en 2012 à la LegA, soit le plus haut niveau du championnat italien. 

## Sponsoring
- 1997-1998 : Barnabei
- 1998-1999 : Teramut
- 1999-2001 : Wampun
- 2001-2003 : Sanic
- 2004-2006 : Navigo.it
- 2006-2008 : Siviglia Wear
- 2008-2012 : Banca Tercas
- 2018-2020 : Adriatica Press
- 2020- : Rennova

## Entraîneurs successifs
- Depuis ? : Luca Dalmonte

## Palmarès
- Champion de la Ligue Nationale (3e division) : 2002